# Datos (Badules)
Datos es despoblado medieval de la Comunidad de Daroca situado probablemente en el actual término municipal de Badules.

## Toponimia
En el término municipal de Badules bajo Santa Catalina y al lado de  los términos municipales de Fombuena y Villahermosa hay una zona de monte llamada  Los Datos, junto a Carradatos ("Carrera cara Datos"), el Camino Datos y la Acequia de Carradatos.
El microtopónimo Datos se extiende al vecino término municipal de Fombuena de acuerdo al catastro y el registro de la propiedad. Pascual Madoz menciona una pardina de Matos situada cerca de una ermita de San Vicente Mártir destruida durante Guerra de la Independencia.

## Historia
El parecido entre la T y la C en determinadas caligrafías medievales han causado confusión en las fuentes entre Datos y Dacos. 
La primera mención de Datos como aldea de Daroca es de 1205, cuando el obispo de Zaragoza Ramón de Castrocol distribuyó diezmos y primicias de las aldeas de Daroca entre las iglesias de Daroca.

Clerici Sancti Jacobi et ecclesia habent Alpenyes, Corvacon, Langosto, Villalba, Torralba, Fuset, Villarguerrero, Rubiolos, Dacos, ambas Nominevillas, Baldariento, Laguerola, Godos.

Otra mención se encuentra en la Bula de Alejandro IV de 1260:

...de Retascon, de Nombreuilla menor, de Nombreuilla mayor, de Luecana, de Castelpedres, de Badules, de Datos, de Salce, de Lanzuela,...

En Rationes decimarum Hispaniae (1279-80): Aragón y Navarra se menciona dos veces Datos o Dacos junto con Rubielos, pagando diezmos y primicias a la misma iglesia de Daroca y compartiendo rector:.

Nombre Villa maior, fratrum Hospitalis, Sepulcri est. / Item a vicario de Luetana, nichil quia non ascendit. / Item a vicario de Villa Dolz / Item a rectore de Badules / Item a rectore de Datos et Roviolos / Item a vicario de Salze

Item pro primicia de Nombre vila / Villa Dolz, Badules /Item pro primitia de Dacos et Roviolos / Salze / Item pro primitia de Lançuela...